# Superman Returns: Fortress of Solitude
Superman Returns: Fortress of Solitude è un videogioco rompicapo sviluppato da Santa Cruz Games ed EA Tiburon e pubblicato da Electronic Arts per Game Boy Advance nel 2006.
È uno dei due videogiochi tratti dal film Superman Returns.

## Modalità di gioco
Il videogioco include una serie di rompicapi (tra i quali è presente un "Sudoku con i superpoteri") e brevi sequenze shoot 'em up con il personaggio di Superman in volo. Il giocatore deve riuscire a superare livelli che comprendono rompicapi e battaglie per poter avanzare nel gioco.

## Accoglienza
Superman Returns: Fortress of Solitude è stato accolto da recensioni miste. GameSpot gli ha dato un punteggio di 6 su 10, definendolo un "videogioco rompicapo passabile che offre una decente selezione di rompicapi nello stile del Sudoku".